# Александровка (Ставропольский район)
Алекса́ндровка — село в Ставропольском районе Самарской области России. Административный центр сельского поселения Александровка.

## Название
Ранее именовалось Нагорной Александровкой и Ново-Александрово. Названия происходят от названия престола приходской церкви, принадлежностью села князю Александру Меншикову и расположения села на горном берегу Волги.

## География
Стоит при федеральной трассе М-5 Урал.
Фактически с селом слился населённый пункт Отвага.

## История
Основано в первой половине XVIII века.

## Население
| 1903 | 1926 | 1930  | 1930  | 1931  | 2010  |
| ---- | ---- | ----- | ----- | ----- | ----- |
| 636  | ↗992 | ↗1092 | →1092 | ↗1329 | ↗2177 |

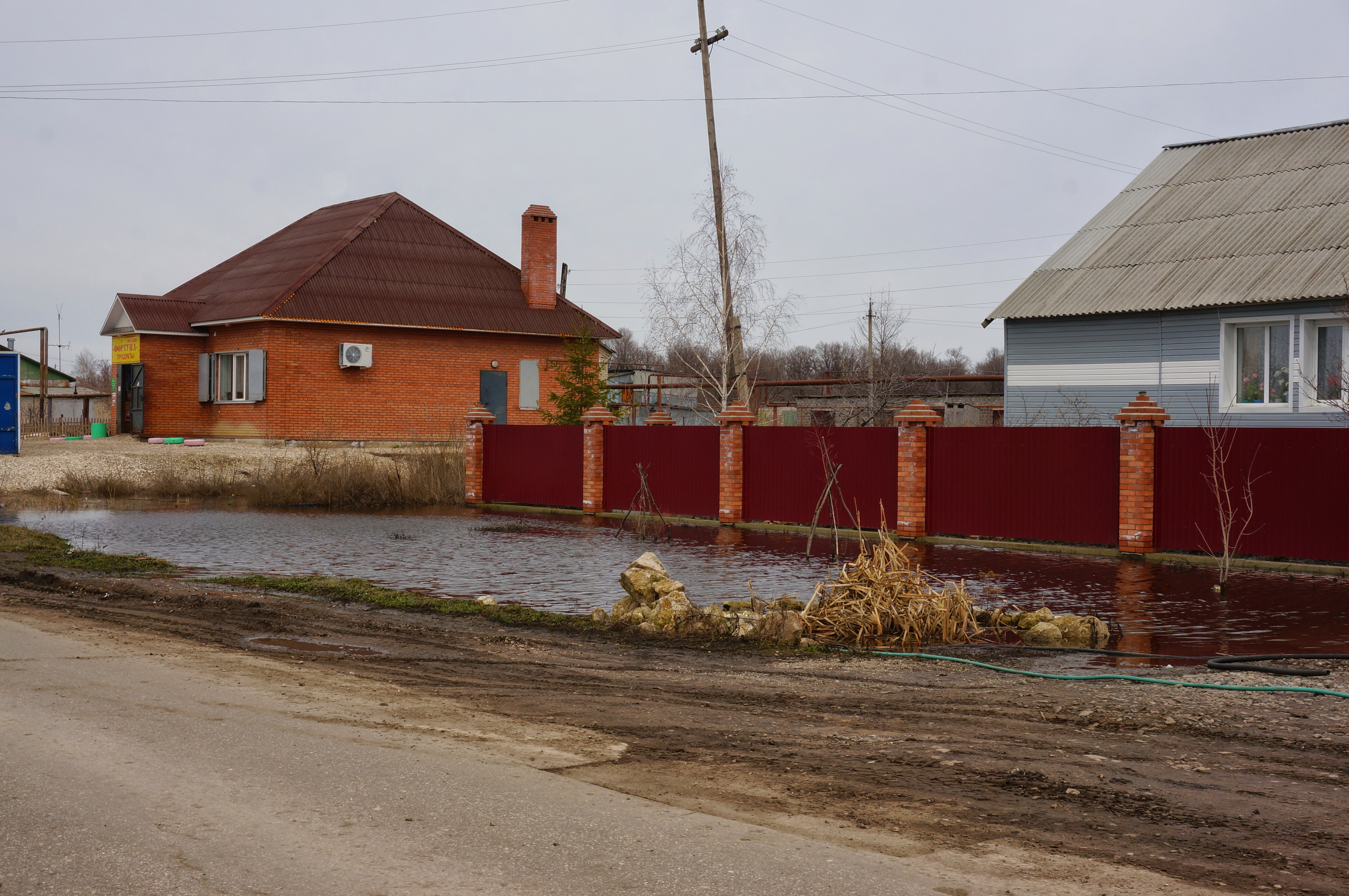
Половодье в Александровке
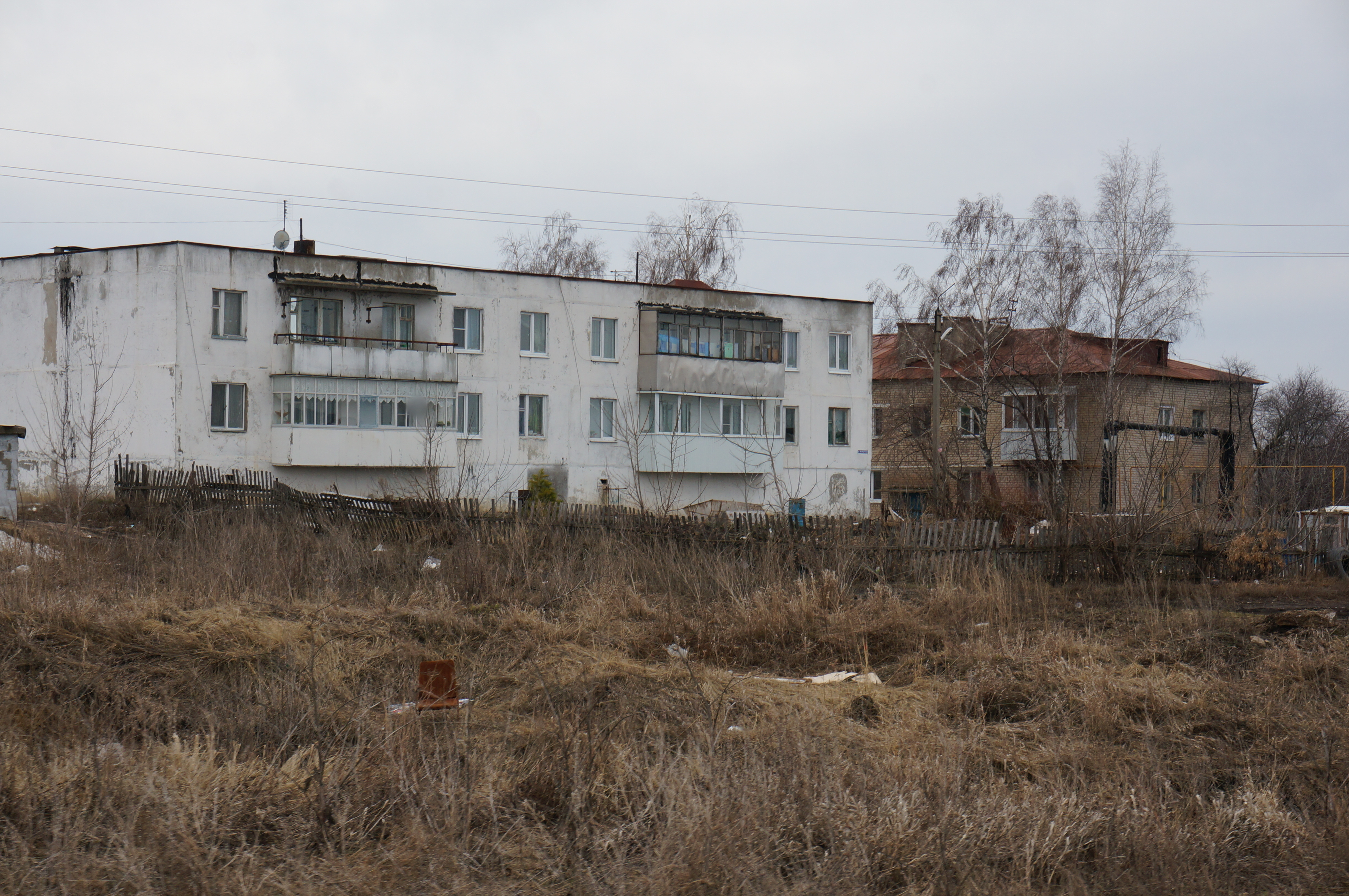
Александровка
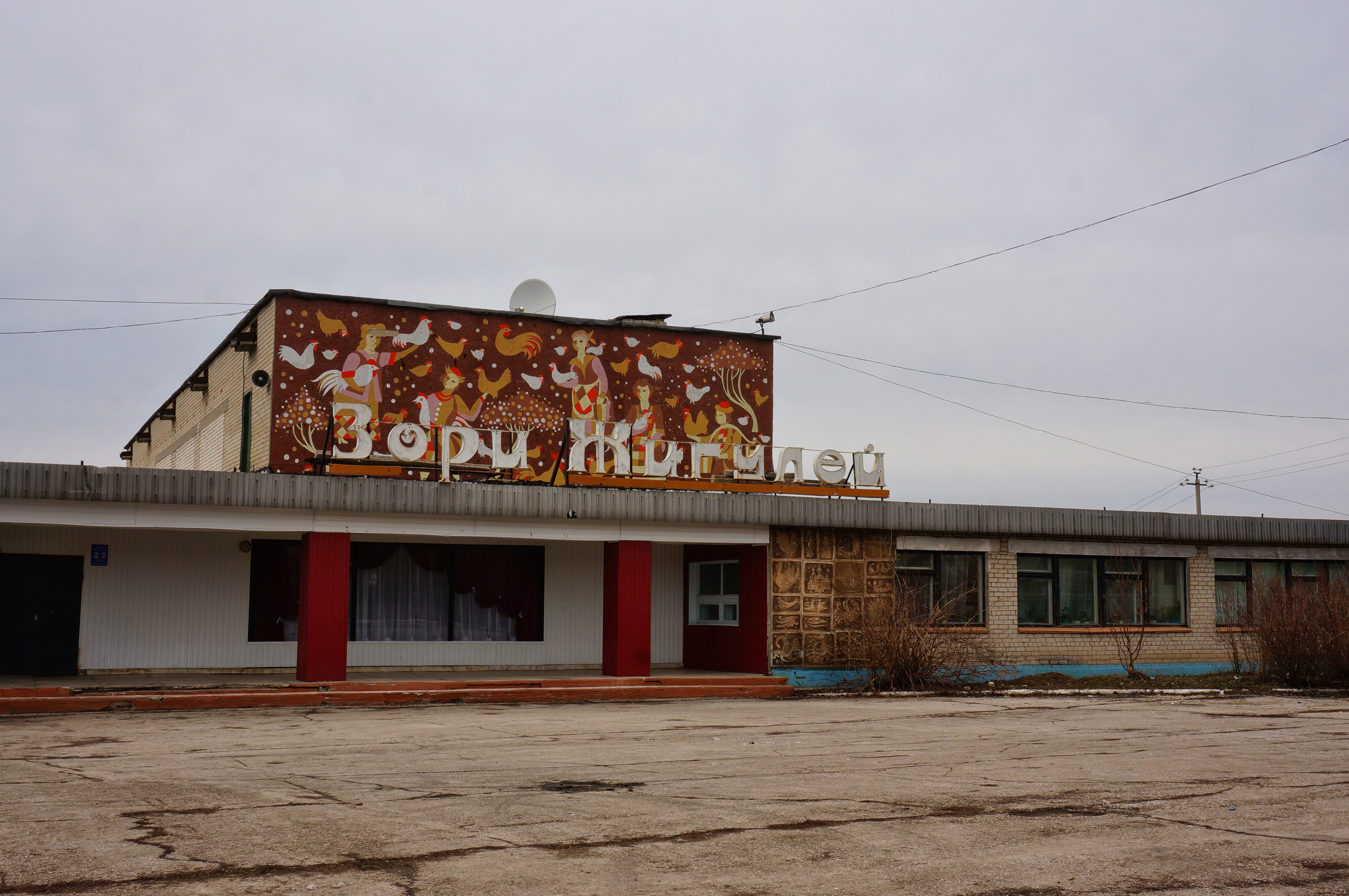
ДК «Зори Жигулей»
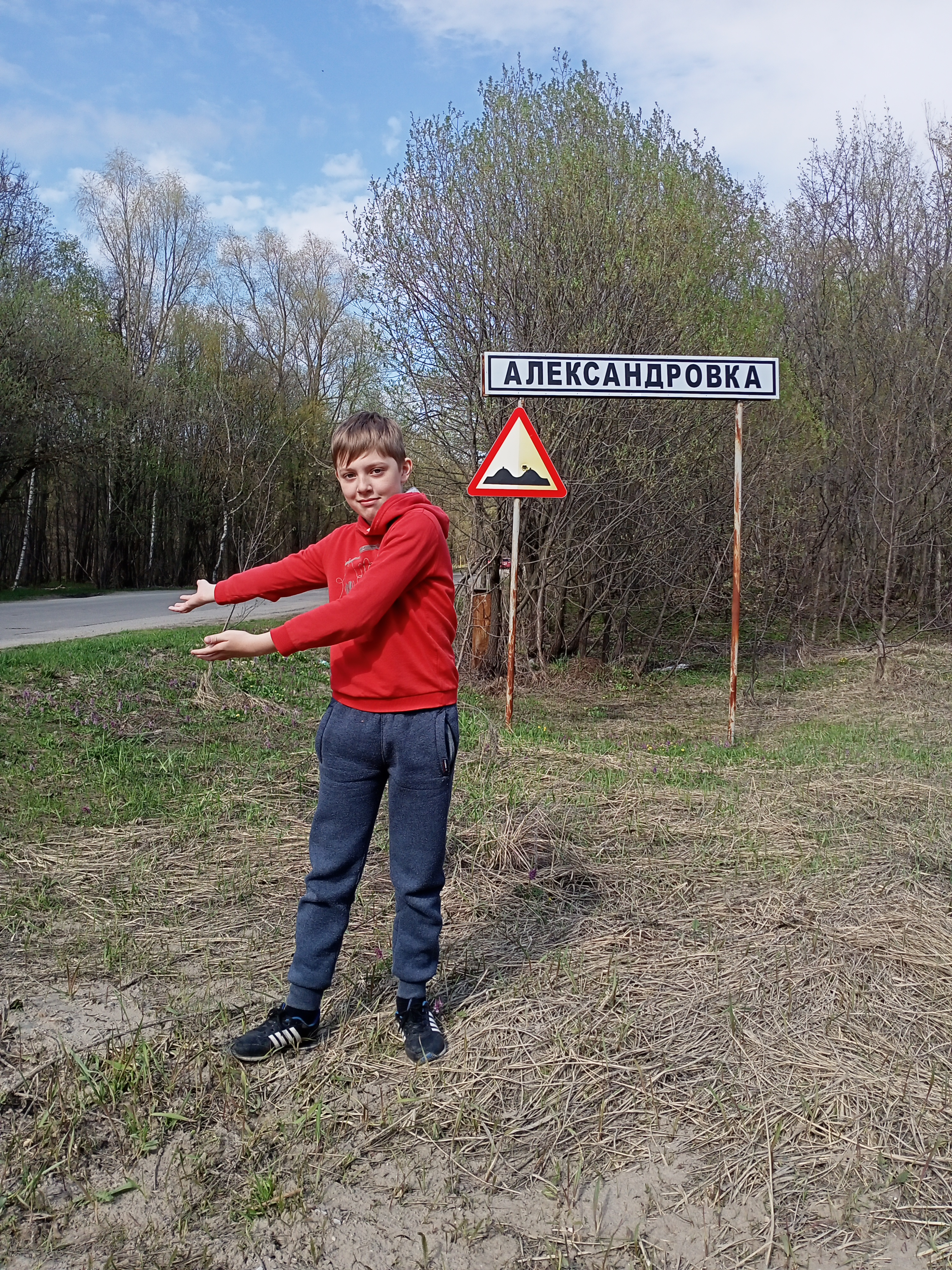
Аншлаг Александровки

## Известные уроженцы, жители
- Аббасов, Вахид Вагиф оглы (род. 1997) — сербский, ранее российский боксёр-любитель и профессионал. Участник Олимпийских Игр 2024 года.

## Инфраструктура
Личное подсобное хозяйство с зоной сельскохозяйственного использования, индивидуальная застройка усадебного типа.
Основа экономики — сельское хозяйство.
Амбулатория, школа, дом культуры.

## Транспорт
Доступен автомобильным и железнодорожным транспортом. Действует станция Отвага Самарского региона Куйбышевской железной дороги.